# Daigo Genji
Die Daigo Genji (japanisch 醍醐源氏) bildeten einen Zweig der Minamoto, der sich von Kaiser Daigo ableitete.

## Genealogie

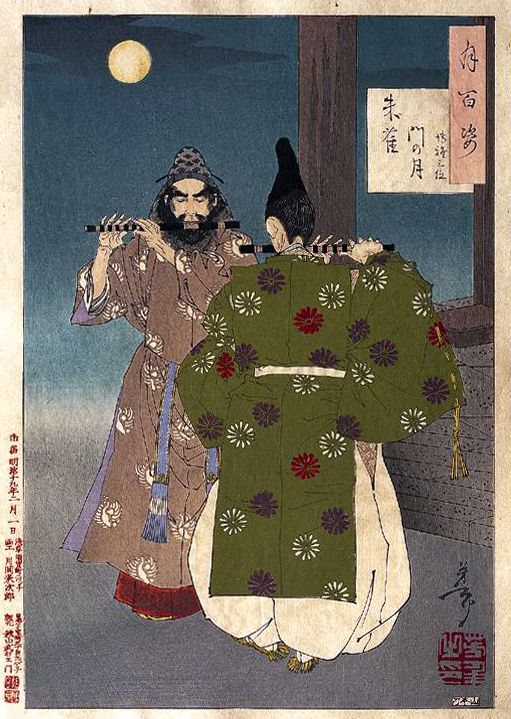
Hiromasa spielt vor Semimaru Flöte am Suzaku-Tor in Kyoto.
(Tsukioka Yoshitoshi)

- Takaakira (高明; 914–982) war 17. Sohn des Kaisers Daigo und Minamoto no Chikako (源 周子). Er war es, der im Jahr 920 den Namen Minamoto erhielt. Er wurde 939 Sangi (Rat), 953 Dainagon (Oberkabinettsrat), 966 Udaijin (Kanzler zur Rechten) und 967 Sadaijin (Kanzler zur Linken). Er heiratete eine Tochter von Fujiwara no Morosuke. Ihre Tochter wurde später Gemahlin von Prinz Tamehira. – 969 wurde er von Minamoto no Mitsunaka beschuldigt, zusammen mit Tachibana no Shigenobu und anderen Kaiser Reizei entmachten und durch seinen Bruder Tamehira zu ersetzen zu wollen, was vermutlich ein Komplott der Fujiwara war, ihre Macht am Hof weiter zu sichern (安和の変 Anna no hen, „Anna-Zwischenfall“[A 1]). Daraufhin wurde Takaakira mit dem Titel Dazai no gon-no-sotsu (außerordentlicher Generalgouverneur von Dazaifu) nach Tsukushi (Kyūshū) in die Verbannung geschickt. Nach zwei Jahren wurde er von Kaiser En’yū zurückgeholt. Takaakira ist auch unter dem Namen Nishi-no-miya no Sadaijin bekannt. Er war literarisch aktiv und hinterließ eine Autobiographie.[1]
- Toshikata (俊賢; 960–1027), Takaakis Sohn, wurde im Jahr 1017 Gon-Dainagon (außerplanmäßiger Oberkabinettsrat). Er ist einer der Shi-Nagon (四納言), also einer der vier berühmten Poeten des 11. Jahrhunderts,[2] die alle den Posten eines (Gon-)Dainagon innehatten.
- Takakuni (隆国; 1004–1077), ein Sohn Toshikatas, wurde 1067 Gon-Dainagon. Er zog sich nach Uji zurück und wurde daher auch Uji no dainagon genannt, wo er Erzählungen (setsuwa) von Reisenden sammelte und in dem heute verloren gegangenen Werk Uji Dainagon Monogatari (宇治大納言物語) sammelte, das großen Einfluss auf ähnliche Sammlungen wie das Konjaku Monogatarishū (今昔物語集), Kohon Setsuwashū (古本説話集), Yotsugi Monogatari (世継物語) und Uji Shūi Monogatari (宇治拾遺物語) hatte.[3]
- Toshiaki (俊明; 1044–1114), Takakunis Sohn, war der erste, der am Hofe des vormaligen Kaisers Shirakawa 1087 den Titel des Bettō[A 2] am Kaiserhof erhielt. Er war außerdem Dainagon und Mimbu-kyō (Minister des Inneren).[4]
- Hiromasa (博雅; 918–980) war ein Enkel Kaiser Daigos und ist bekannt als Gakaku-Musiker. Weil er sich Unterricht beim berühmten Semimaru (蝉丸) wünschte, suchte er drei Jahre lang abends dessen Haus auf, ohne eingelassen zu werden. Beeindruckt durch diese Ausdauer nahm Semimaru ihn schließlich auf. Hiromasa ist auch unter dem Namen Hakuga no Sammi (博雅三位) bekannt.